# Esquadrão de Caça N.° 428
O Esquadrão de Caça 428 é uma unidade norte-americana com base na Base aérea de Mountain Home, em Idaho. Actualmente, opera aviões F-16, conduzindo missões de treino para qualificar tripulações da Força Aérea da República de Singapura.
A missão do esquadrão consiste em providenciar treino avançado em armamento aéreo e tácticas aeronáuticas para os pilotos de F-16 da Singapura e militares de manutenção. Estes militares de Singapura ficam colocados neste esquadrão durante dois anos, durante os quais recebem formação avançada, abatem alvos aéreos reais (mísseis e drones) e participam em exercícios militares.